# Anna Maria Vaiani
Anna Maria Vaiani, ou Anna Maria Vaiana (1604 - c. 1655) est une graveuse italienne.

## Vie et œuvre
Anna Maria Vaiani naît à Florence en 1604. Son père Alessandro Vaiani est également un artiste. Elle vit et travaille à Rome. En 1647, elle épouse Jacques Courtois.
Vaiani se spécialise dans les gravures botaniques, bien que son premier travail connu soit l'achèvement des peintures de son père dans la Capella Segreta du pape à Rome.
Vaiani maintient une correspondance avec Galileo Galilei de 1630 à 1638. Le cardinal Francesco Barberini devient son protecteur grâce à l'influence de Galilée. Elle est l’une des artistes qui ont contribué à l'illustration du De florum cultura de Giovanni Battista Ferrari, un livre pour lequel le jardin botanique de Barberini a servi de source d'inspiration.
Anna Maria meurt après 1654 ; son mari est soupçonné de l'avoir empoisonnée.